# Gozo (barca)

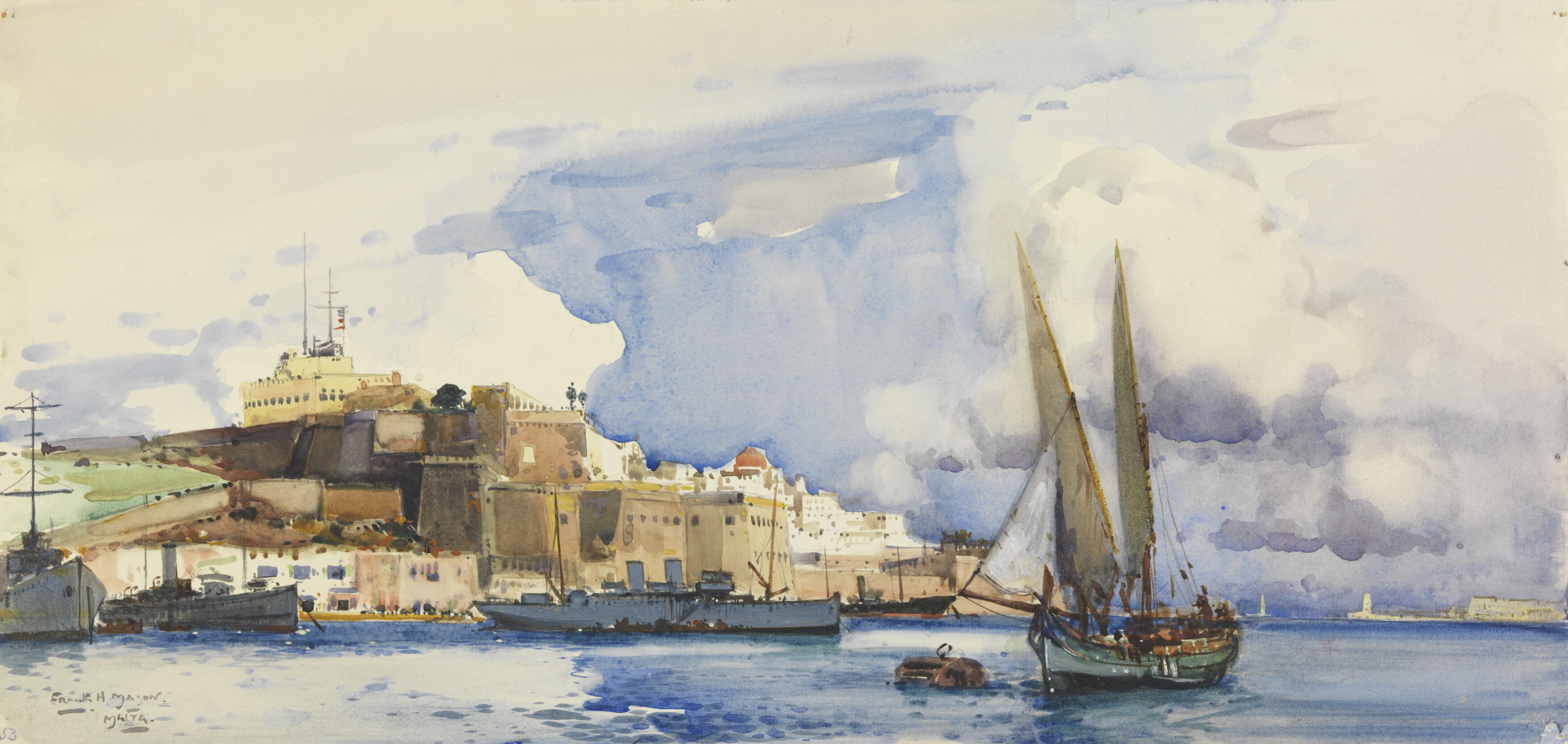
Pintura de una barca Gozo en el Gran puerto durante la Primera Guerra Mundial

Una barca tipo Gozo (en maltés : Dgħajsa ta 'Għawdex, tal-latini, tat-tagħbija, tal-pass o tal-mogħdija) era un tipo de bote de remos originario de Malta. Las embarcaciones Gozo fueron el principal medio de transporte a través del canal de Gozo entre la isla de Gozo y la isla principal de Malta desde por lo menos el año 1241 hasta la década de 1960.

## Historia

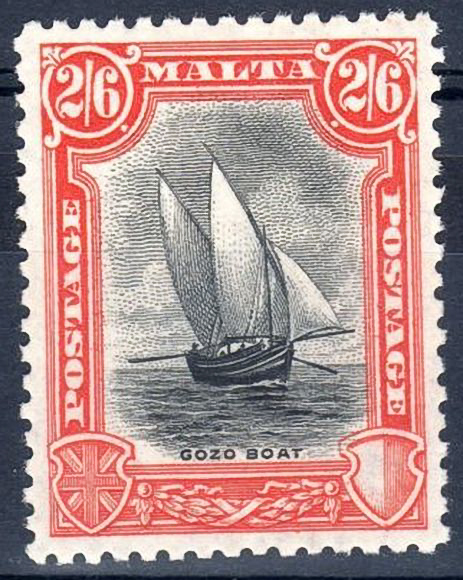
Barca Gozo en un sello maltés de 1926.

Las barcas Gozo evolucionaron a partir de la speronara (en maltés: xprunara), que se podía encontrar en todos los rincones del Mar mediterráneo. Los registros más antiguos de un enlace de transporte entre Gozo y Malta datan de 1241, cuando la barca era conocida como dgħajsa tal-mogħdija o tal-pass. En el siglo XVI, las barcas de Gozo tomaron la forma de bergantín. En la década de 1880, muchas barcas Gozo cambiaron su aparejo a Vela mística. En 1919, y comenzaron a instalarse motores en algunas barcas Gozo, aunque muchas aún conservaron sus velas.
La mayoría de las barcas Gozo fueron construidas en Kalkara y en el Gran Puerto. La familia Caruana, que fueron los últimos constructores de barcas Gozo, se mudó de allí a Mġarr en la misma isla en 1940. Después de 1959, se construyeron algunas barcas Gozo en Gela, Sicilia. La última que se construyó fue la Santa Rita (G48) en 1963.
Los barcos de Gozo por lo general realizaban viajes desde el Gran Puerto de Malta hasta el puerto de Mġarr en Gozo, aunque también se hacían viajes desde el Grand Puerto a Mellieħa o a Marfa, o desde Mġarr a Marfa o San Pawl il-Baħar. Los barcos transportaban pasajeros y carga entre las dos islas. Los viajes de Gozo a Malta generalmente estaban cargados con productos agrícolas como: frutas, verduras, huevos y aves de corral, mientras que en los viajes de regreso de Malta a Gozo iban cargadas con productos manufacturados como: cemento, refrescos y cerveza.
Las barcas Gozo estaban generalmente pintadas con rayas verdes, azules, rojas y amarillas, similar al tradicional luzzu. Una barca pintada de negro se usaba para transportar muertos entre las islas.

### Accidentes
Hubo una serie de accidentes que involucraron barcos Gozo. Algunos fueron alcanzados por disparos de rifle mientras pasaban las Filas de Rifles de Pembroke, aunque las autoridades advirtieron a los amos de los barcos con antelación. En 1900, un barco Gozo usado que se estaba utilizando para pescar con lampuki se volcó y mató a un pescador. Otro barco perdió sus mástiles en 1911, pero logró entrar en la bahía de San Jorge. En 1926, una barca Gozo desocupado fue encontrado a la deriva enmedio de un mar agitado. En casos raros, estuvieron involucradas en colisiones con remolcadores o pinazas. En la Segunda Guerra Mundial, la barca Stella Maris fue destruida por la acción del enemigo.

### Declive
En las décadas de 1960 y 1970, los servicios regulares de vapor comenzaron a competir con las embarcaciones Gozo, que ya no eran adecuadas para la cambiante situación socioeconómica. Los barcos restantes se convirtieron en barcos de pesca o fueron abandonados en el puerto de Mġarr. Desde 1979, el servicio de ferry de Gozo ha sido operado por la Gozo Channel Company Limited, que ahora utiliza modernos transbordadores RORO.

## Ejemplos supervivientes

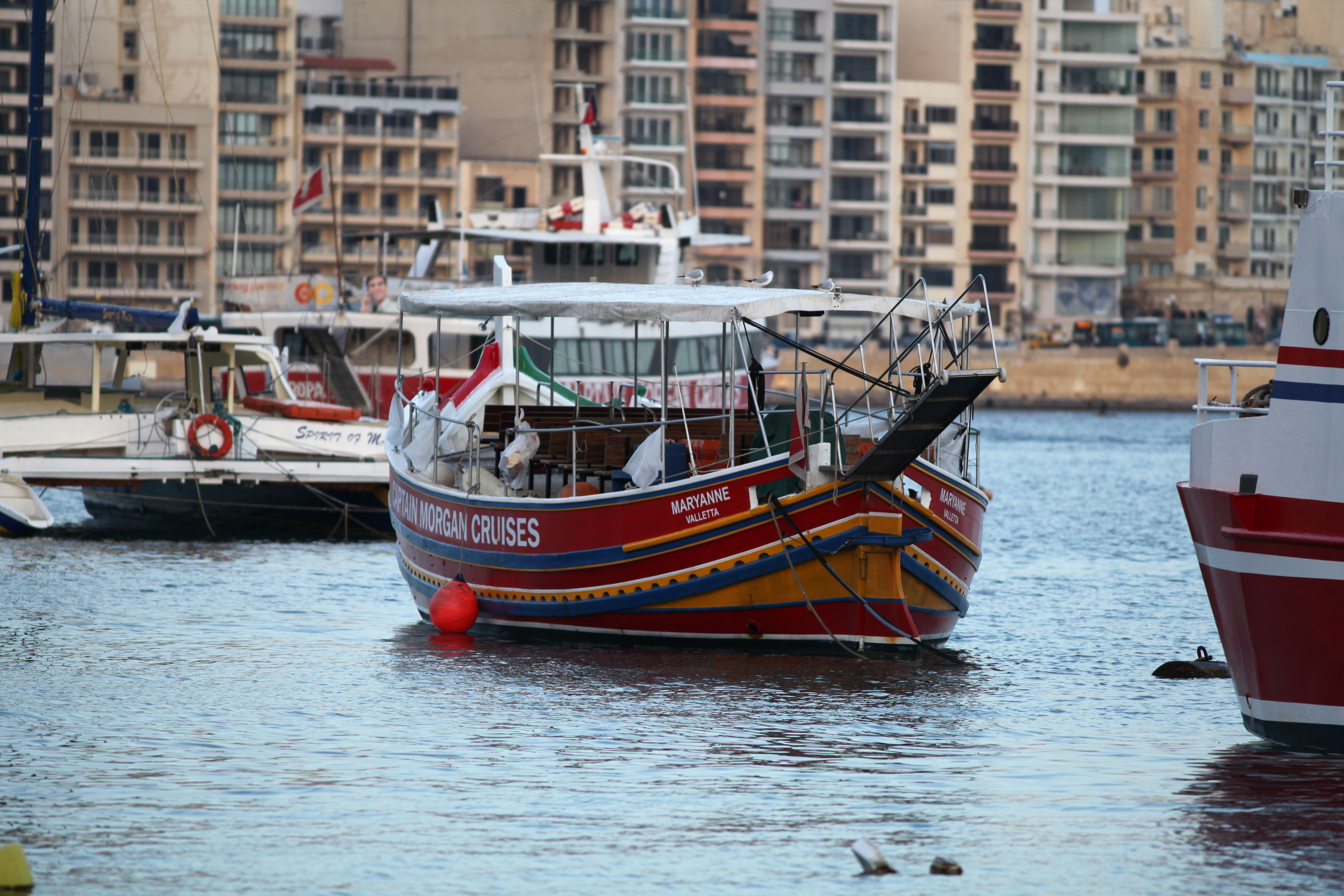
Maryanne.

Actualmente sobreviven muy pocas barcas Gozo. Una de ellas es el Sacra Famiglia (G32), construido en Kalkara en 1933. Se había vuelto innavegable en la década de 1970, y fue varado en Mġarr. El casco finalmente fue comprado por un particular que quería venderlo al Ministerio de Gozo. Luego fue comprado por la Gozo Channel Company Limited, que se lo entregó a Wirt Għawdex y patrocinó su restauración. Después de que el barco fuera restaurado por los hermanos Caruana, (los hijos de su constructor original), en 2014 se colocó en exhibición permanente en el paseo Żewwieqa.
Otra barca Gozo superviviente es la Maryanne, que fue construida en Gela en 1960. La barca permaneció en Gozo hasta febrero de 1983, cuando fue comprada por Captain Morgan Cruises. La barca todavía pertenece a Capitán Morgan, y se usa para cruceros alrededor de Marsamxett y el Gran Puerto. Maryanne está en buenas condiciones, pero ya no tiene los mástiles distintivos y además se le ha agregado una cubierta. Podrían existir otros dos o tres barcos Gozo que se convirtieron en barcos de pesca.

## Legado
La barca Gozo se ha convertido en un símbolo de la isla de Gozo. En la bandera y el escudo de la aldea de Qala aparece un barco que navega en aguas turbulentas. Las barcas Gozo también se encuentran en los logos de varias organizaciones de Gozitan, como la Gozo Philatelic Society y el Imperial Gozo Yacht Club.
La canción clásica de los años setenta Id-Dgħajsa tal-Latini, de la banda maltesa New Cuorey, trata sobre una barca Gozo.